# Rafael Goncalvez
Rafael Goncalvez (Canelones), es un comunicador, profesor y presentador uruguayo.
Es maestro y profesor de música de educación secundaria.
Es presentador de Café Versátil es un programa de televisión que fue emitido en Canal 5 de Montevideo para todo el Uruguay desde 2000. Actualmente el programa se emite por Canal 7 de Maldonado. Estudió con Cristina Morán y trabajó con ella en el año 2000 coconduciendo Café Versátil. Desde 2015 el programa es coconducido con Daiana Abracinskas.